# آتشفشان (فیلم ۲۰۱۱)
آتشفشان (ایسلندی: Eldfjall) فیلمی در ژانر درام است که در سال ۲۰۱۱ منتشر شد.